# Insulina asparte
A insulina asparte, vendida sob a marca Novolog entre outras, é um tipo de insulina fabricada usada para tratar diabetes tipo 1 e tipo 2. Normalmente é aplicada imediatamente antes das refeições. Ela é geralmente usada por injeção sob a pele, mas também pode ser usada por injeção na veia. O efeito máximo ocorre após cerca de 1–3 horas e dura de 3–5 horas. Geralmente, também é necessária uma insulina de ação mais prolongada, como a NPH.
Alguns efeitos colaterais comuns são baixo nível de açúcar no sangue, reações alérgicas, coceira e dor no local da injeção. Outros efeitos colaterais graves podem incluir baixo nível de potássio no sangue. O uso durante a gravidez e a amamentação geralmente é seguro. Ela funciona da mesma forma que a insulina humana, aumentando a quantidade de glicose que os tecidos absorvem e diminuindo a quantidade de glicose produzida pelo fígado. É uma forma de insulina humana fabricada, onde um único aminoácido foi alterado, especificamente uma prolina com um ácido aspártico na posição B28.
A insulina asparte foi aprovada para uso médico nos Estados Unidos em 2000. No Reino Unido, ela custava ao NHS cerca de £ 1,89 por 100 unidades em 2019. Nos Estados Unidos, o custo de atacado desse valor é de cerca de US$ 30,00. Em 2017, foi o 56º medicamento mais prescrito nos Estados Unidos, com mais de 14 milhões de prescrições. A fabricação envolve levedura, que teve o gene da insulina asparte inserido em seu genoma. Essa levedura então produz a insulina, que é colhida do biorreator.